# 1900년 하계 올림픽 골프
1900년 하계 올림픽 골프는 프랑스 파리에서 개최된 1900년 하계 올림픽의 경기 종목이다. 1900년 10월 2일에서 3일까지 프랑스 파리 콩피에뉴 골프장에서 열렸다. 4개국에서 남자 12명, 여자 10명, 총 22명의 선수가 참가하였다.
남자 개인전은 10월 2일 하루 동안 36홀 스트로크 플레이로 열렸고, 미국의 찰스 샌드가 우승했다. 여자 개인전은 다음날인 10월 3일, 9홀 스트로크 플레이로 치러졌다. 미국 시카코골프클럽의 회원인 마가렛 에보트가 47타로 금메달을 땄고, 폴린 휘트, 다리아 프렛이 뒤를 이어 미국 선수들이 메달을 휩쓸었다. 에보트는 모친(매리 퍼킨스 애보트)과 함께 출전했는데 매리는 7위로 마쳤다. 골프 종목의 우승 트로피로는 지금과 같은 메달이 아닌 도자기를 받았다.

## 경기장
| 도시 | 경기장          | 영어명              |
| ---- | --------------- | ------------------- |
| 파리 | 콩피에뉴 골프장 | Compiègne Golf Club |

## 세부 종목
1900년 하계 올림픽 골프의 세부 종목은 아래와 같다.
| - 남자 개인 | - 여자 개인 |

## 참가국
4개국에서 22명의 선수가 참가하였다.
- 그리스 (1명)
- 미국 (8명)
- 영국 (4명)
- 프랑스 (9명)

## 메달 집계

### 최종 순위
| 순위 | 국가 | 금메달 | 은메달 | 동메달 | 합계 |
| ---- | ---- | ------ | ------ | ------ | ---- |
| 1    | 미국 | 2      | 1      | 1      | 4    |
| 2    | 영국 | 0      | 1      | 1      | 2    |
| 합계 | 합계 | 2      | 2      | 2      | 6    |

### 메달리스트
| 종목             | 금                   | 은                   | 동                       |
| ---------------- | -------------------- | -------------------- | ------------------------ |
| 남자 개인 자세히 | 찰스 샌즈 · 미국     | 월터 러더퍼드 · 영국 | 데이비드 로버트슨 · 영국 |
| 여자 개인 자세히 | 마가렛 애보트 · 미국 | 폴린 위티어 · 미국   | 다리아 프랫 · 미국       |

## 같이 보기
- 올림픽 골프 메달리스트 목록

## 참고 자료
- 국제 올림픽 위원회 - 1900년 하계 올림픽 골프 경기 결과 (영어)
- De Wael, Herman. 《Herman's Full Olympians: "Golf 1900" 발행년도=2006-01-27》. (Available electronically at  보관됨 2021-02-28 - 웨이백 머신)
- Mallon, Bill (1998). 《The 1900 Olympic Games, Results for All Competitors in All Events, with Commentary》. Jefferson, North Carolina: McFarland & Company, Inc., Publishers. ISBN 0-7864-0378-0.